# Mexicanske inkvisition
Den mexicanske inkvisition var en forlængelse af den spanske inkvisition i den Nye Verden.
Den spanske erobring af Mexico var ikke kun en politisk begivenhed for de spanske, men også en religiøs. I begyndelsen af det 16. århundrede var reformationen, modreformationen og inkvisitionen i fuld kraft i det meste af Europa. Spaniolerne havde lige erobret Den Iberiske Halvø igen, hvilket gav dem en særlig status i den romersk-katolske verden, som inkluderede store friheder i omdannelsen af de indfødte befolkninger i Mesoamerika.
Da inkvisitionen blev bragt til den Nye Verden, blev den anvendt af de samme grunde og mod de samme sociale grupper som i Europa (minus indianerne i vid udstrækning). Næsten alle af arrangementerne i forbindelse med den officielle etablering af inkvisitionens "Hellige Kontor" fandt sted i Mexico City, hvor det hellige kontor havde sit eget "palads.”

| Historie | Spire Denne historieartikel er en spire som bør udbygges. Du er velkommen til at hjælpe Wikipedia ved at udvide den. |